# Limotettix obesura
Limotettix obesura är en insektsart som beskrevs av Hamilton 1994. Limotettix obesura ingår i släktet Limotettix och familjen dvärgstritar. Inga underarter finns listade i Catalogue of Life.